# 东方站 (海南省)
东方站是海南西环铁路（普速）和海南西环高速铁路的一个车站，位于海南省东方市八所镇東部居龙村、皇宁村一带房产開發區以東，距东方市中心（八所）约4.7公里，距離八所鎮政府（居龙）約2.8公里，站房总建筑面积5000平方米，现由广州局集团海南铁路有限公司海口车务段管辖。本站始建于2005年，是海南西环线提速改造工程的一部分，2007年4月18日启用。2015年12月30日，本站开通动车组客运业务。截至2018年5月，东方站是海南环岛高铁线西段沿线客流量最大的中间站。

## 图集

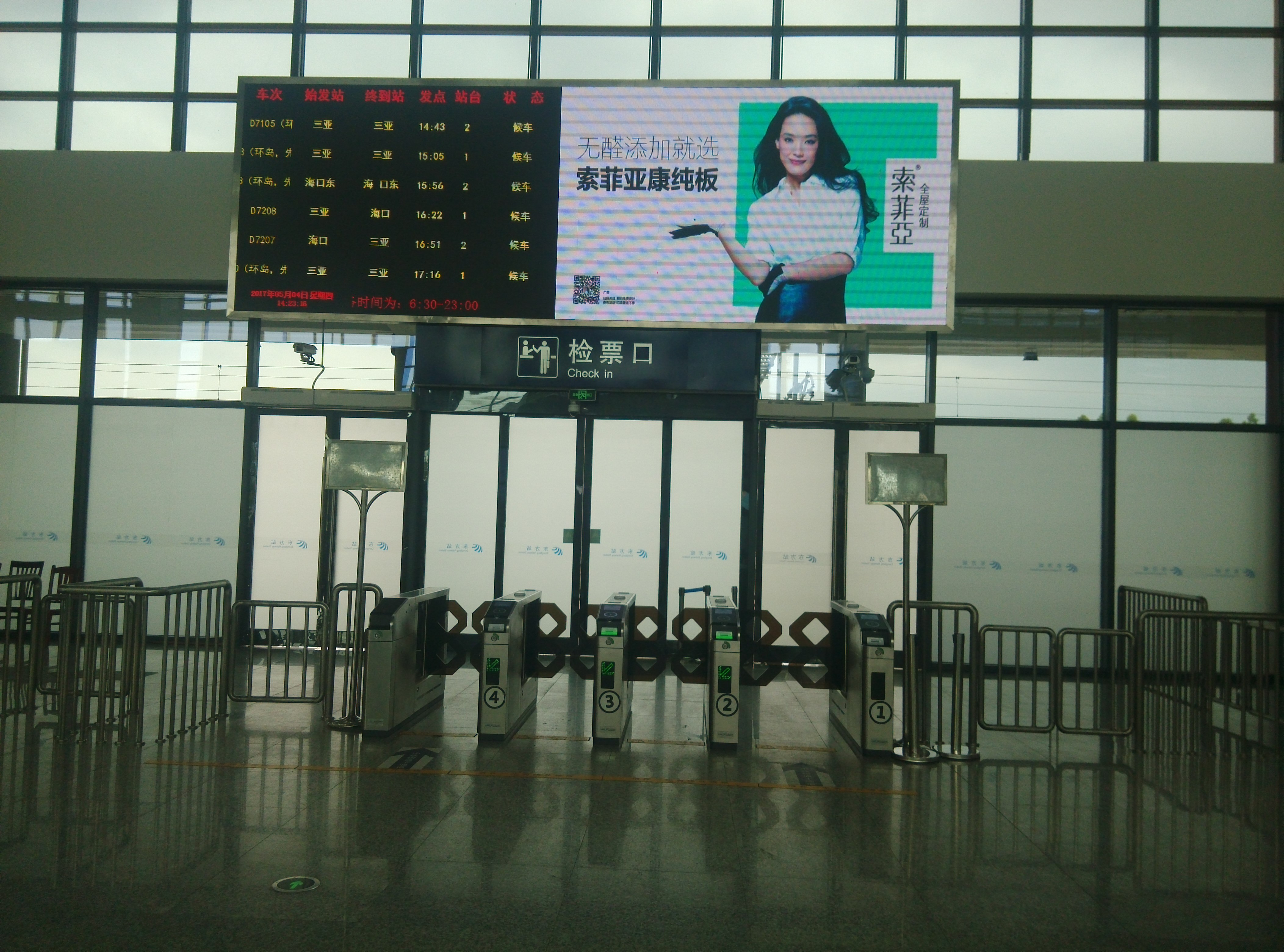
检票口
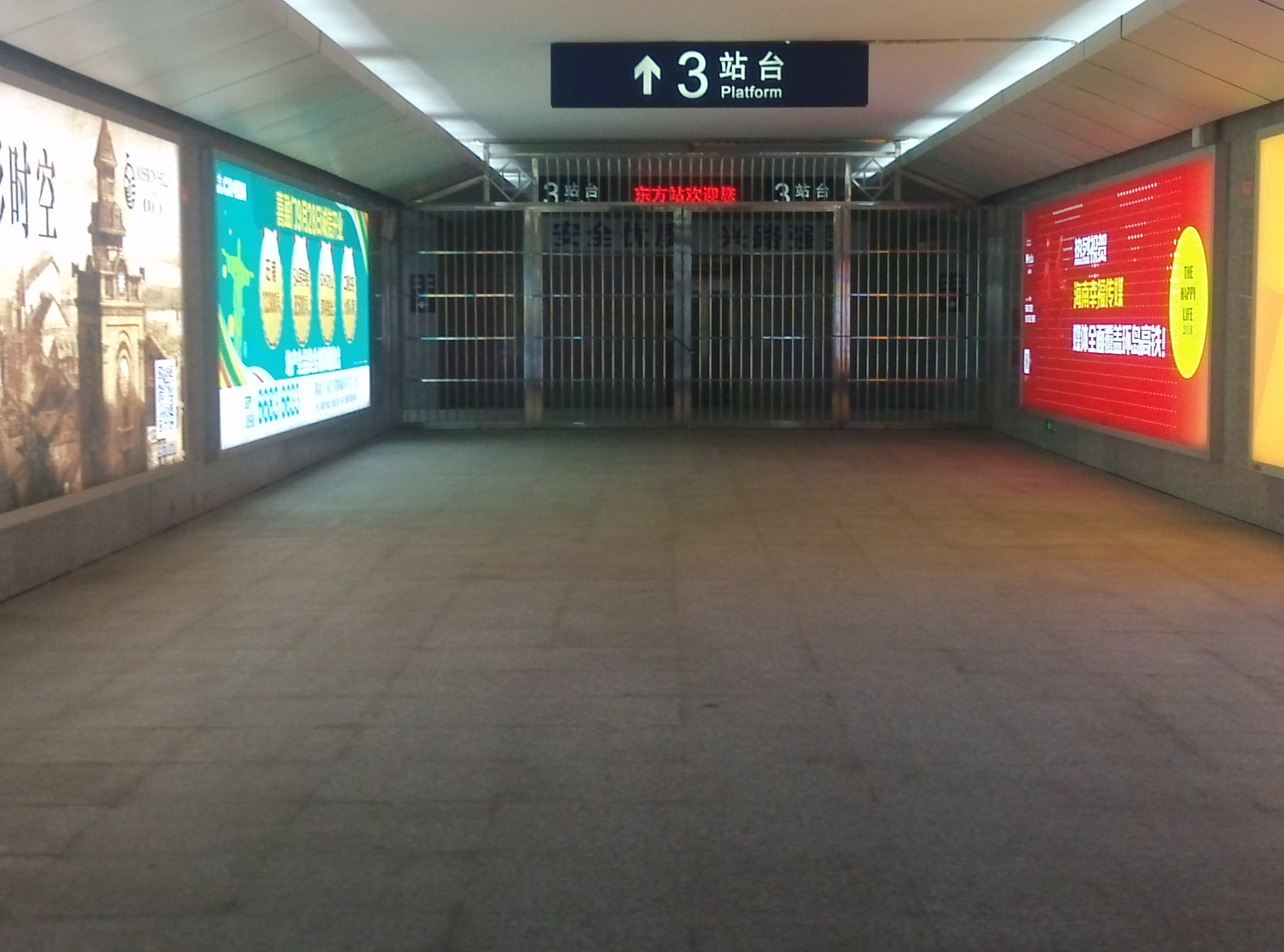
进出站地道
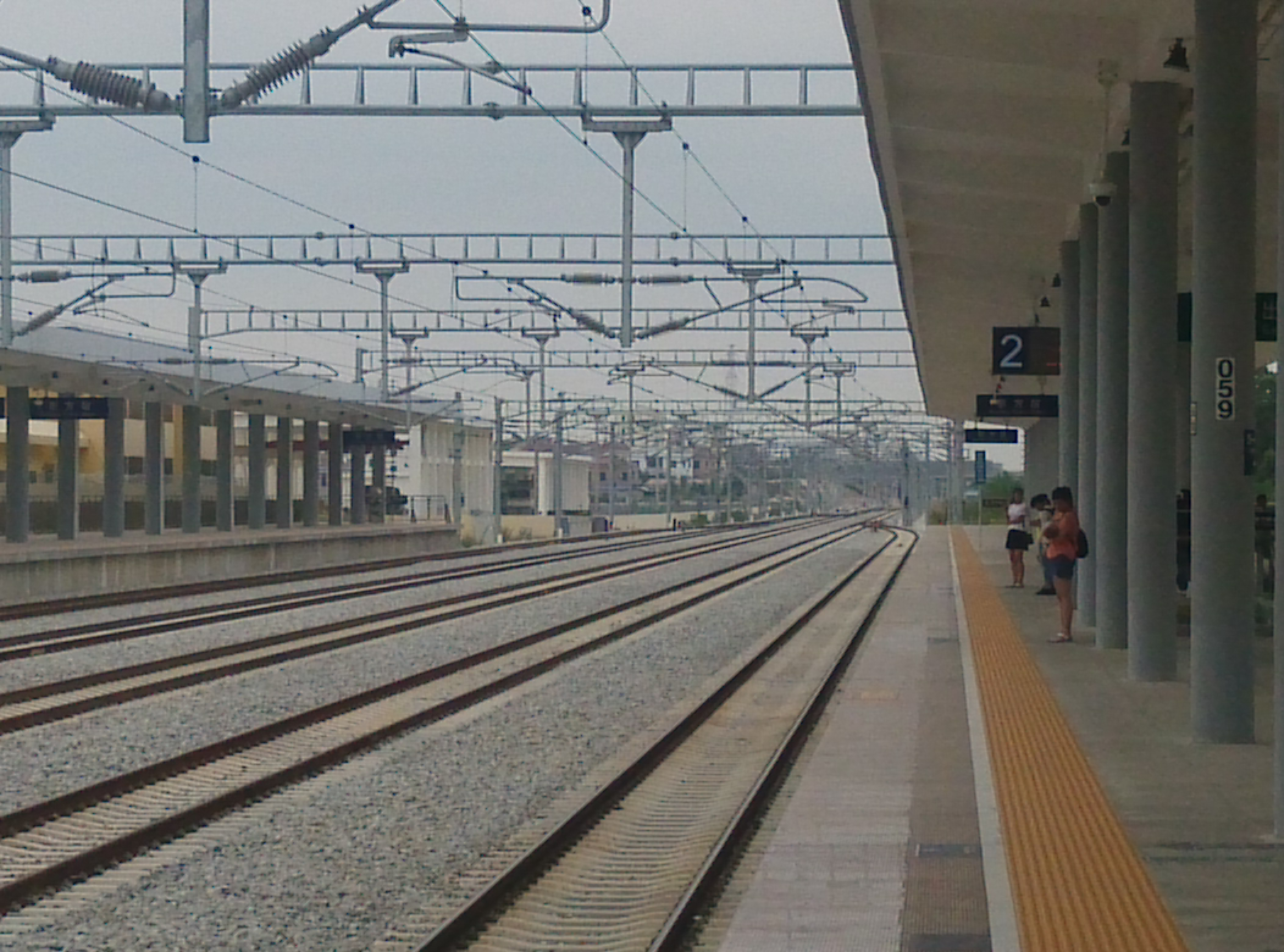
高速站场
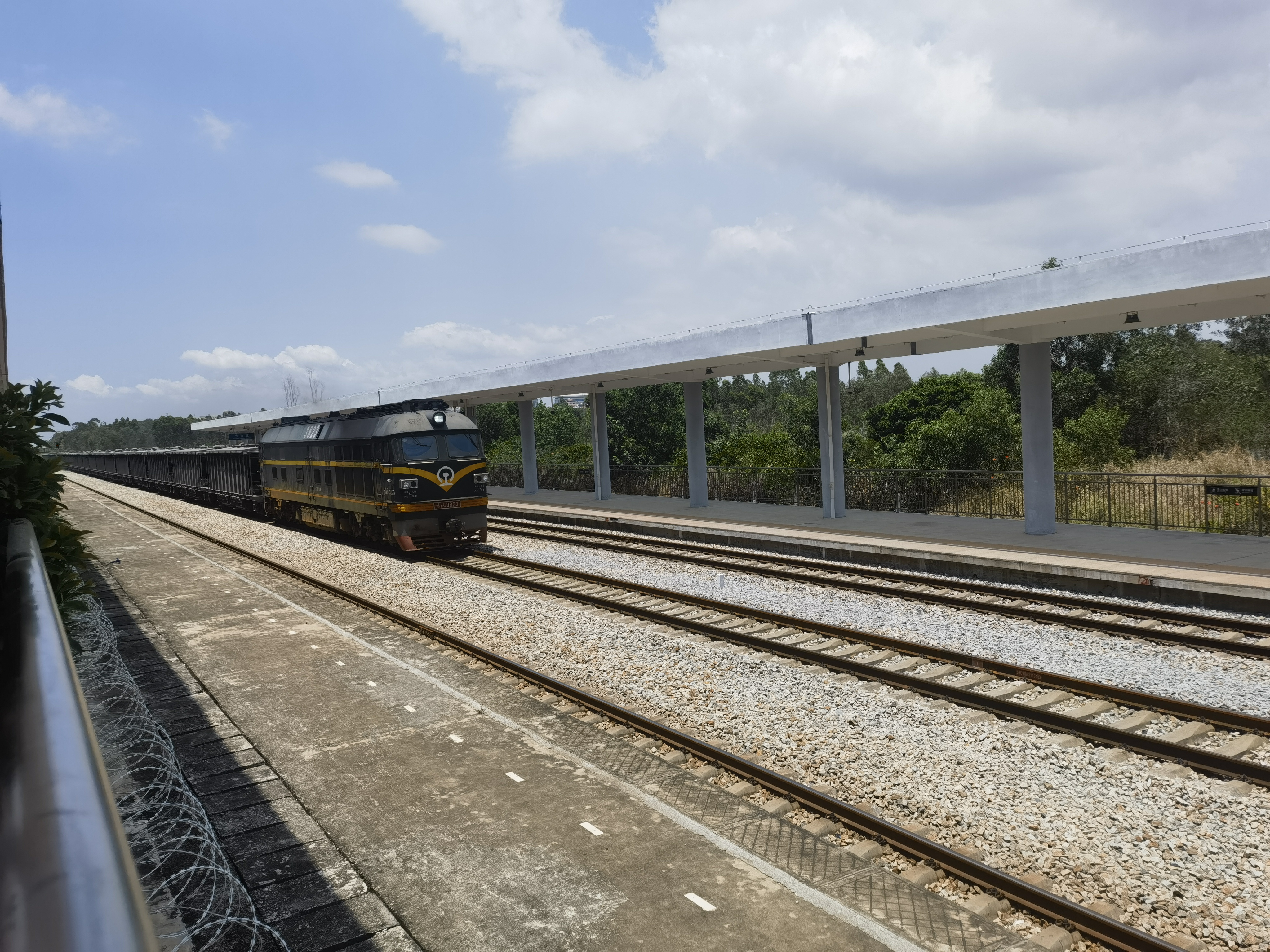
东方站旧西环线月台及驶过的东风4B牵引的货列